# フェリス・ヘリッグ
フェリス・ヘリッグ（Felice Herrig、1984年9月18日 - ）は、アメリカ合衆国イリノイ州バッファローグローブ出身の女性ムエタイ選手、キックボクサー、総合格闘家。チーム・カラン所属。

## 来歴
2009年2月21日、総合格闘技デビュー戦。
2010年4月15日、Bellator 14で元ボクシング世界王者のジェシカ・ラーコーツィと対戦し、2-1で判定勝利。
2011年1月14日、バーブ・ホンチャックと対戦し、判定負け。
2011年12月2日、カーラ・エスパルザと対戦し、判定負け。
2012年12月14日、Bellator 84で別の相手と対戦予定だったが、その相手が欠場したことでパトリシア・ヴィドニックと対戦し、判定勝利。
2013年3月28日、Bellator 94でヘザー・クラークと対戦し、2-1で判定勝利。
2013年12月7日、Invicta FC 7でInvicta FCデビュー戦。ティーシャ・トーレスと対戦し、判定負け。

### UFC
2014年12月12日、UFC初参戦となったThe Ultimate Fighter 20 Finaleでリサ・エリスと対戦し、腕ひしぎ十字固めで一本勝ちを収めた。
2015年4月18日、UFC on FOX 15で女子ストロー級ランキング12位のペイジ・ヴァンザントと対戦し、判定負け。
2017年2月4日、UFC Fight Night: Bermudez vs. Korean Zombieで女子ストロー級ランキング12位のアレクサ・グラッソと対戦し判定勝ち。
2017年12月2日、UFC 218で女子ストロー級ランキング11位のコートニー・ケイシーと対戦し、2-1の判定勝ち。
2018年4月7日、UFC 223で女子ストロー級ランキング4位のカロリーナ・コバケビッチと対戦し、1-2の判定負け。
2018年10月6日、UFC 229で女子ストロー級ランキング8位のミシェル・ウォーターソンと対戦し、判定負け。

## 戦績

### 総合格闘技
| 総合格闘技 戦績 | 総合格闘技 戦績 | 総合格闘技 戦績 | 総合格闘技 戦績 | 総合格闘技 戦績 | 総合格闘技 戦績 | 総合格闘技 戦績 |
| --------------- | --------------- | --------------- | --------------- | --------------- | --------------- | --------------- |
| 24 試合         | (T)KO           | 一本            | 判定            | その他          | 引き分け        | 無効試合        |
| 14 勝           | 1               | 4               | 9               | 0               | 0               | 0               |
| 10 敗           | 0               | 2               | 8               | 0               | 0               | 0               |

| 勝敗 | 対戦相手                 | 試合結果                     | 大会名                                      | 開催年月日     |
| ×    | カロリーナ・コバケビッチ | 2R 4:01 リアネイキドチョーク | UFC Fight Night: Volkov vs. Rozenstruik     | 2022年6月4日   |
| ×    | ビルナ・ジャンジロバ     | 1R 1:44 腕ひしぎ十字固め     | UFC 252: Miocic vs. Cormier 3               | 2020年8月15日  |
| ×    | ミシェル・ウォーターソン | 5分3R終了 判定0-3            | UFC 229: Khabib vs. McGregor                | 2018年10月6日  |
| ×    | カロリーナ・コバケビッチ | 5分3R終了 判定1-2            | UFC 223: Khabib vs. Iaquinta                | 2018年4月7日   |
| ○    | コートニー・ケイシー     | 5分3R終了 判定2-1            | UFC 218: Holloway vs. Aldo 2                | 2017年12月2日  |
| ○    | ジャスティン・キッシュ   | 5分3R終了 判定3-0            | UFC Fight Night: Chiesa vs. Lee             | 2017年6月25日  |
| ○    | アレクサ・グラッソ       | 5分3R終了 判定3-0            | UFC Fight Night: Bermudez vs. Korean Zombie | 2017年2月4日   |
| ○    | ケイリン・カラン         | 1R 3:30 リアネイキドチョーク | UFC on FOX 20: Holm vs. Shevchenko          | 2016年7月23日  |
| ×    | ペイジ・ヴァンザント     | 5分3R終了 判定0-3            | UFC on FOX 15: Machida vs. Rockhold         | 2015年4月18日  |
| ○    | リサ・エリス             | 2R 3:05 腕ひしぎ十字固め     | The Ultimate Fighter 20 Finale              | 2014年12月12日 |
| ×    | ティーシャ・トーレス     | 5分3R終了 判定0-3            | Invicta FC 7: Honchak vs. Smith             | 2013年12月7日  |
| ○    | ヘザー・ジョー・クラーク | 5分3R終了 判定2-1            | Bellator 94                                 | 2013年3月28日  |
| ○    | パトリシア・ヴィドニック | 5分3R終了 判定3-0            | Bellator 84                                 | 2012年12月14日 |
| ○    | Simona Soukupova         | 5分3R終了 判定3-0            | XFC 19: Charlotte Showdown                  | 2012年8月3日   |
| ○    | パトリシア・ヴィドニック | 5分3R終了 判定3-0            | XFC 17: Apocalypse                          | 2012年4月13日  |
| ×    | カーラ・エスパルザ       | 5分3R終了 判定0-3            | XFC 15: Tribute                             | 2011年12月2日  |
| ○    | Nicdali Rivera-Calanoc   | 5分3R終了 判定3-0            | XFO 39                                      | 2011年5月13日  |
| ○    | アンドリア・ミラー       | 1R 3:30 TKO（パンチ）        | Chicago Cagefighting Championship 3         | 2011年3月5日   |
| ×    | バーブ・ホンチャック     | 5分3R終了 判定0-3            | Hoosier Fight Club 6: New Years Nemesis     | 2011年1月14日  |
| ○    | Amanda LaVoy             | 1R 3:35 腕ひしぎ十字固め     | XFO 37                                      | 2010年12月4日  |
| ○    | ジェシカ・ラーコーツィ   | 5分3R終了 判定2-1            | Bellator 14                                 | 2010年4月15日  |
| ○    | ミシェル・グティエレス   | 2R 2:03 腕ひしぎ十字固め     | Unconquered 1: November Reign               | 2009年11月20日 |
| ×    | ヴァレリー・クールボー   | 5分3R終了 判定1-2            | XFO 29                                      | 2009年4月17日  |
| ×    | Iman Achhal              | 5分3R終了 判定1-2            | UWC: Man "O" War                            | 2009年2月21日  |

### キックボクシング
- 28戦23勝5敗

## 表彰
- ブラジリアン柔術 紫帯
- UFC パフォーマンス・オブ・ザ・ナイト（1回）